# Vulcano di Fango Vualt
Vulcano di Fango Vualt ist ein Tiefseeberg, konkret ein Schlammvulkan, in der Drakestraße nördlich des Archipels der Südlichen Shetlandinseln in der Antarktis. Er nimmt eine Fläche von 94 km² ein, liegt 2216 m unter dem Meeresspiegel westlich von Elephant Island und erhebt sich 255 m über den Meeresboden. Er gehört zum System des Vulcano di Fango Grauzaria.
Wissenschaftler des zwischen 2003 und 2004 durchgeführten BSR-Projekts an Bord des Forschungsschiffs Explora entdeckten ihn. Benannt ist er seit 2007 nach dem Monte Vualt am Rand des italienischen Aupatals.